# Reparacions de guerra

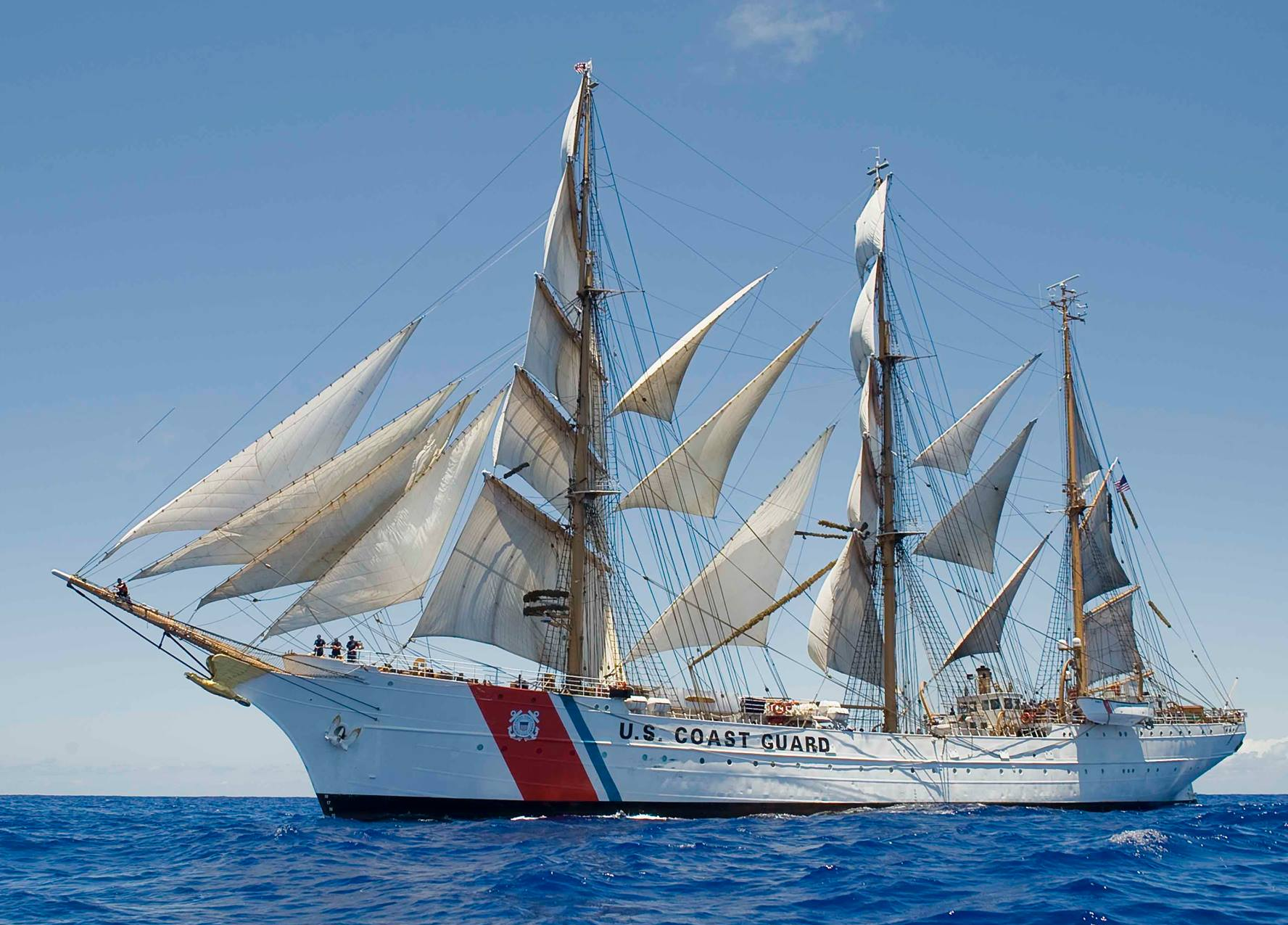
L' USCGC Eagle, construït el 1936 com a Horst Wessel per a la Marina alemanya, va ser confiscat pels Estats Units com a reparació de guerra el 1946.

Les reparacions de guerra són pagaments d'indemnitzacions fets per un bàndol a l'altre després d'una guerra. Estan destinats a cobrir els danys o lesions infligits durant una guerra, per tal de restablir l'equilibri patrimonial trencat. Les reparacions de guerra poden prendre la forma de moneda estrangera, metalls preciosos, recursos naturals, actius industrials o propietats intel·lectuals. La pèrdua de territori en un acord de pau se sol considerar un element diferent de les reparacions de guerra.
Les reparacions de guerra sovint es regeixen per tractats que les parts bel·ligerants negocien com a part d'un acord de pau. El pagament de reparacions sovint es produeix com a part d'una condició per retirar les tropes d'ocupació o sota l'amenaça de reocupació. Per això sovint en cas de guerres són pagaments imposats pel vencedor al vençut per cobrir els danys i perjudicis causats durant una guerra. La base jurídica de les reparacions de guerra en el dret internacional modern és l'article 3 del Conveni de la Haia de 1907.
Exemples destacats de reparacions de guerra inclouen la indemnització de Cartago pagada a Roma després de la Primera Guerra Púnica, les reparacions franceses després de les Guerres Napoleòniques, les reparacions d'Haití a França després de la Guerra d'Independència Haitiana (1791-1804), les reparacions franceses a Alemanya després de la Guerra Francoprussiana (1870-1871) i les reparacions alemanyes després de la Primera Guerra Mundial.

## Edat antiga

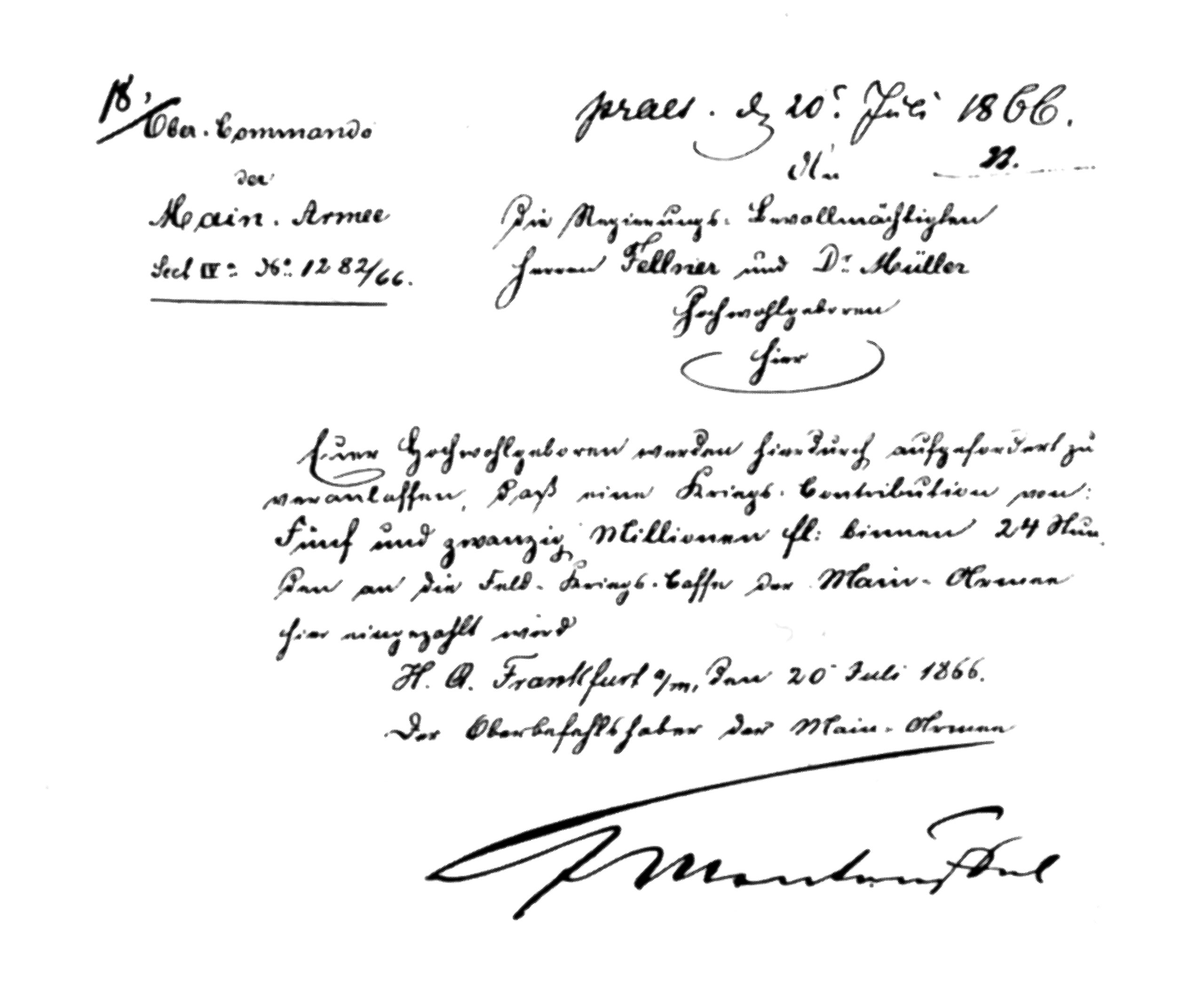
Reparacions de guerra arran del Tractat de Frankfurt

L'Antiga Roma va imposar grans indemnitzacions a Cartago després de la Primera i Segona Guerres Púniques.
Els anomenats «Tractats desiguals» signats per la dinastia Qing a la Xina, Japó, Corea, Siam, Pèrsia, l'Imperi Otomà, Afganistan i altres països al segle xix van incloure pagaments a les potències occidentals victorioses, principalment el Regne Unit, França i Rússia, i més tard al Japó.

## Edat moderna
El rei Cristià IV de Dinamarca va atacar Suècia a la Guerra de Kalmar de 1611–1613, però no va aconseguir el seu objectiu principal de forçar-la a tornar a la Unió de Kalmar. La guerra no va comportar canvis territorials, però Suècia es va veure obligada a pagar una indemnització de guerra d'1 milió de riksdaler de plata a Dinamarca, una quantitat coneguda com el rescat d'Älvsborg. El rei Cristià va utilitzar aquests diners per fundar diverses ciutats i fortaleses, entre les quals destaca Glückstadt (fundada com a rival d'Hamburg) i Christiania.
Després de la derrota final de Napoleó a la batalla de Waterloo, en virtut del Tractat de París (1815), la França derrotada va rebre l'ordre de pagar 700 milions de francs en indemnitzacions. França també havia de pagar diners addicionals per cobrir el cost de proporcionar fortificacions defensives addicionals que serien construïdes pels països veïns de la Coalició. Va ser la reparació de guerra més cara mai pagada per un país (en proporció al seu PIB).
Després de la Guerra Francoprussiana, segons les condicions del Tractat de Frankfurt (10 de maig de 1871), França va haver de pagar una indemnització de guerra de 5.000 milions de francs d'or en cinc anys. La indemnització es va quantificar, segons la població, per ser exactament equivalent a la indemnització imposada per Napoleó a Prússia el 1807. Les tropes alemanyes van romandre en algunes parts de França fins que es va pagar l'última quota de la indemnització el setembre de 1873, abans del previst.
També hi va haver el cas dels 230 milions de taels de plata en reparacions imposades a la Xina derrotada després que la Primera Guerra Sinojaponesa portés el Japó a una decisió similar.

## Primera Guerra Mundial
El 27 d'agost de 1918, gairebé cinc mesos després que Rússia sortís del conflicte mitjançant la signatura del Tractat de Brest-Litovsk, Alemanya va imposar al govern bolxevic el pagament de sis mil milions de marcs en concepte de reparacions. Entre agost i setembre d'aquest any, abans de la fi de la guerra, Rússia havia pagat en or uns 120 milions de rubles, equivalents a 240 milions de marcs.
El 1919 es van imposar a Alemanya 132 mil milions de marcs d'or a la Triple Entesa en el Tractat de Versalles. Van ser abaixats a 112.000 milions el 1929. Segons molts historiadors, la indemnització imposada pels aliats als perdedors del conflicte va afavorir l'auge del nazisme en els anys posteriors. Bulgària va pagar reparacions de 2,25 mil milions de francs d'or a l'Entente, segons l'acordat en el Tractat de Neuilly-sur-Seine.

## Segona Guerra Mundial

### Europa
Durant la Segona Guerra Mundial, Alemanya va obtenir pagaments dels països ocupats, va obligar a préstecs, va robar o va destruir propietats. A més, els països estaven obligats a proporcionar recursos i mà d'obra per a treball forçós.
Després de la Segona Guerra Mundial, d'acord amb la Conferència de Potsdam celebrada entre el 17 de juliol i el 2 d'agost de 1945, Alemanya va haver de pagar als Aliats 20.000 milions de dòlars principalment en maquinària i fàbriques. Els pagaments de les reparacions a la Unió Soviètica es van detenir el 1953. En suma, d'acord amb la política de desindustrialització d'Alemanya, un gran nombre de fàbriques civils van ser desmantellades per ser transportades a França i al Regne Unit, o simplement van ser destruïdes. Aquest desmantellament es va aturar el 1950.
Al final, les víctimes de la guerra a molts països van ser compensades amb les propietats dels alemanys que van ser expulsats després de la Segona Guerra Mundial. Al final de la guerra, els Estats Units van començar immediatament i van perseguir durant dos anys un vigorós programa de recol·lecció dels coneixements tecnològics i científics alemanys així com totes les patents a Alemanya. L'historiador John Gimbel, cita al seu llibre Science Technology and Reparations: Exploitation and Plunder in Postwar Germany, que les "reparacions intel·lectuals" preses pels Estats Units i el Regne Unit van ser properes als 10 000 milions de dòlars. Part de les reparacions d'Alemanya van ser pagades en forma. Per l'any de 1947, aproximadament 4 milions de presoners de guerra i civils alemanys van ser usats pràcticament com a esclaus (sota el títol rus de "treballs de reparació de guerra") a la Unió Soviètica, França, el Regne Unit, Bèlgica i Alemanya (amb el terme nord-americà d'"Unitats de Servei de Treballs Militars").
D'acord amb els Tractats de Pau de París de 1947, Itàlia va acceptar pagar reparacions properes als 125 milions de dòlars a Iugoslàvia, 105 milions a Grècia, 100 milions a la Unió Soviètica, 25 milions a Etiòpia i 5 milions a Albània. Finlàndia va acceptar pagar reparacions per 300 milions a la Unió Soviètica. Hongria va acordar pagar reparacions per 200 milions de dòlars a la Unió Soviètica, 100 milions a Txecoslovàquia i Iugoslàvia. Romania va acceptar pagar reparacions per 300 milions de dòlars a la Unió Soviètica. Bulgària va acordar pagar reparacions per 50 milions a Grècia i 25 milions a Iugoslàvia. Dacord als articles d'aquests tractats, el valor en dòlars va ser de 35 dòlars nord-americans per una unça troy dor pur.
Romania va acceptar pagar reparacions de 300 milions de dòlars a la Unió Soviètica. Els economistes romanesos van estimar que, al febrer de 1947, l'economia romanesa havia patit més pèrdues a causa de la devolució de béns confiscats (320 milions de dòlars), la restauració de propietats a les Nacions Unides i els seus nacionals (200 milions de dòlars), la renúncia a deutes alemanys (200 milions de dòlars), les requisicions irregulars (150 milions de dòlars) i el manteniment de la unitat de l'exèrcit soviètic al seu territori (75 milions de dòlars). Romania va pagar 5,6 milions de dòlars el 1945 i, segons l'avaluació de Digi24, va ser obligada a pagar a través de SovRom 2.000 milions de dòlars.
Finlàndia només podia negociar un acord de pau provisional amb la Unió Soviètica acceptant reparacions extenses, i finalment va ser l'únic país que va pagar íntegrament les reparacions de guerra acordades. L'import total de les reparacions va ascendir a 500 milions de dòlars, al valor del dòlar el 1953.

### Japó
D'acord amb el tractat de pau amb el Japó i altres acords bilaterals, el Japó va acceptar pagar al voltant de 380 mil milions de iens. Es va acordar que als països que van renunciar a qualsevol reparació per part del Japó se'ls pagaria una indemnització per mitjà d'acords bilaterals.
El Govern dels Estats Units es va disculpar de manera oficial a la dècada de 1980 pels Camps de concentració als Estats Units tant de ciutadans japonesos com de ciutadans nord-americans d'ascendència japonesa durant la Segona Guerra Mundial i va pagar reparacions.

## Iraq
Després de la Guerra del Golf, l'Iraq va acceptar la Resolució 687 del Consell de Seguretat de les Nacions Unides, que declarava la responsabilitat financera de l'Iraq pels danys causats durant la seva invasió de Kuwait. Es va establir la Comissió d'Indemnització de les Nacions Unides (UNCC) i governs, corporacions i particulars van presentar reclamacions per valor de 350.000 milions de dòlars. La UNCC va acceptar i atorgar reclamacions d'indemnització per valor de 52.400 milions de dòlars a aproximadament 1,5 milions de reclamants; a juliol de 2019, s'havien pagat 48.700 milions de dòlars i només quedaven 3.700 milions de dòlars per pagar a Kuwait en nom de la Kuwait Petroleum Corporation. Segons la UNCC, la seva priorització de les reclamacions de persones físiques, per davant de les reclamacions de governs i entitats o corporacions (persones jurídiques), "va marcar un pas significatiu en l'evolució de la pràctica internacional de reclamacions". Els fons per a aquests pagaments havien de provenir d'un 30% dels ingressos petroliers de l'Iraq del programa "petroli per aliments".
Certs grups a l'Iraq i als Estats Units han fet campanya per obtenir reparacions per part dels Estats Units per la devastació i els efectes sobre la salut patits pels ciutadans iraquians durant el derrocament de Saddam Hussein a la guerra de l'Iraq . No obstant això, hi ha hagut poc suport internacional.

## Crítiques
Històricament, les crítiques principals de les reparacions de guerra han estat:
- Que només hi ha mesures punitives en contra del poble del costat perdedor, més que contra els costats bel·ligerants, que pot ser el costat que justament hauria de fer les reparacions.
- En moltes instàncies, el poble del govern vençut que va lliurar una guerra en realitat va tenir poca o nul·la participació en la decisió de lliurar aquesta guerra, i per tant les reparacions de guerra són imposades a gent innocent.
- Que després de diversos anys de guerra, el poble del costat perdedor és probable que ja estigui empobrit, i la imposició de les reparacions de guerra pot portar a enfonsar encara més la pobresa al poble, encenent un ressentiment a llarg termini en contra del costat victoriós i fent poc probable la realització d'aquests pagaments.

John Maynard Keynes va afirmar que la influència en general de les reparacions de guerra podrien ser desastroses.
Molts crítics sostenen la teoria que les reparacions de guerra van ser una de les causes (si bé indirecta, molt decisiva) dels molts motius que van portar a la Segona Guerra Mundial. Després del final de la Primera Guerra Mundial, el Tractat de Versalles de 1919 va imposar reparacions de guerra molt fortes sobre Alemanya. Molts afirmen que aquests pagaments de reparacions van exacerbar els problemes econòmics alemanys, i la hiperinflació resultant va arruïnar les oportunitats de recuperació de la República de Weimar i va permetre l'arribada al poder del Partit Nazi i d'Adolf Hitler. Altres apunten al fet que les reparacions al final de la Segona Guerra Mundial van ser calculades sobre la base dels danys causats pels alemanys durant la Primera Guerra Mundial. Després de la guerra francoprussiana, la suma total de les reparacions va ser calculat amb base en un valor fix. A més, la suma al final de les reparacions de guerra de la Primera Guerra Mundial va ser objecte de recàlculs freqüents, la qual cosa va encoratjar Alemanya a obstruir aquests pagaments. Finalment, tots aquests pagaments van ser cancel·lats en arribar Hitler a la Cancelleria Alemanya.
Aquesta experiència va portar a la solució esmentada anteriorment al final de la Segona Guerra Mundial, on els països guanyadors van prendre maquinària i béns que poguessin ser traslladats des de les nacions vençudes, en comptes d'exigir diners.